# 1990년 전국장애인체육대회
제10회 전국장애인체육대회는 1990년 5월 24일부터 5월 26일까지 3일간 서울과 성남 일대에서 개최되었다. 종전에는 '장애자 체육대회' 혹은 '장애자 체전'이라는 명칭을 사용하였으나 1990년 제10회 대회부터 '장애자'를 '장애인'으로 수정하였다.

## 장소
- 올림픽공원 펜싱경기장 (개회식)
- 성남 상무종합체육관

## 종목
총 15 또는 16개 종목
- 육상
- 역도
- 탁구
- 양궁
- 사격
- 사이클
- 축구
- 농구
- 골볼

이외 미상